# Instytut Żywności i Żywienia
Instytut Żywności i Żywienia im. prof. dra med. Aleksandra Szczygła – istniejący w latach 1963–2020 instytut naukowo-badawczy zajmujący się wpływem żywności na zdrowie człowieka oraz wyznaczaniem polskich norm i zaleceń żywieniowych. 
Instytut został utworzony w 1963 roku uchwałą Rady Ministrów. W 1984 roku otrzymał imię prof. dra med. Aleksandra Szczygła, który przez wiele lat pełnił funkcję dyrektora Instytutu. 
Od lipca 1969 siedziba Instytutu znajdowała się przy ul. Powsińskiej 61/63 w Warszawie.
Z dniem 1 lutego 2020 na mocy rozporządzenia Rady Ministrów z 21 stycznia 2020 nastąpiło połączenie Narodowego Instytutu Zdrowia Publicznego – Państwowego Zakładu Higieny oraz Instytutu Żywności i Żywienia, tym samym IŻŻ został włączony w struktury NIZP-PZH, który jest prawnym spadkobiercą Instytutu.

## Działalność naukowo-badawcza
Badania prowadzone w Instytucie dotyczyły m.in.:
- czynników ryzyka otyłości i innych chorób dieto-zależnych oraz ich prewencji i leczenia,
- genomiki żywienia czyli zależności między posiadaniem pewnych wariantów genów a podatnością na wystąpienie określonych chorób dieto-zależnych,
- tendencji w sposobie żywienia się Polaków i ich uwarunkowań społeczno-ekonomicznych,
- wartości odżywczej i bezpieczeństwa żywności oraz suplementów diety.

Instytut współpracował m.in. z Europejską Radą Informacji o Żywności (EUFIC), a także w ramach Szwajcarsko-Polskiego Programu Współpracy. Organizował również konferencje naukowe poświęcone roli diety i aktywności fizycznej w zapobieganiu otyłości i chorób dieto-zależnych.